# Свети Димитър (Смиланци)
Вижте пояснителната страница за други значения на Свети Димитър.
„Свети Димитър“ (на македонска литературна норма: „Свети Димитриј“) е възрожденска православна църква в радовишкото село Смиланци, Република Македония. Част е от Брегалнишката епархия на Македонската православна църква – Охридска архиепископия.
Храмът е гробищен и е разположен на югозападно от селото. Изграден е в 20-те години на XX век. Автор на иконите в църквата е видният български зограф Гаврил Атанасов, като това са едни от най-добрите му произведения.